# Stream of consciousness
Stream of consciousness (Engels voor 'stroom van bewustzijn') is een verhaaltechniek die toegepast wordt bij fictie met de bedoeling een veelvoud aan indrukken weer te geven die zich aan het bewustzijn van een individu spontaan opdringen. De term werd in een niet-literaire context geïntroduceerd door de Amerikaanse psycholoog William James in The Principles of Psychology (1890).

## Ontwikkeling
William James beschreef als psycholoog de continue stroom van gedachten van een persoon, reflecties die voortvloeien uit observaties: onze geest springt zonder duidelijke logica voortdurend van de ene gedachte op de andere. Het was echter May Sinclair die als eerste criticus de term gebruikte om een literaire techniek te beschrijven, met name in haar bespreking van het werk van Dorothy Richardson uit 1918. 
De stream of consciousness-roman maakt gebruik van de techniek van de monologue intérieur. Vroege voorbeelden vinden we in het 18e-eeuwse werk Tristram Shandy van Laurence Sterne. Aan het einde van de 19e eeuw werd het veelvuldig en voor het eerst als bewust procedé toegepast door Knut Hamsun. In de 20e eeuw werd het toegepast door diverse, met name Engelstalige, schrijvers, onder anderen door Dorothy Richardson, Virginia Woolf en James Joyce. Deze laatste auteur schreef met Ulysses (1922) het beroemdste voorbeeld van schrijven met stream of consciousness. In het boek volgt hij de innerlijke toestand van de hoofdpersonages Leopold, Molly Bloom en Stephen Dedalus op de voet door de flux van gedachten en gevoelens weer te geven. Daardoor wordt de lezer de informatie fragmentarisch aangeboden, vaak geaccentueerd door het ontbreken van interpunctie. 

## Techniek
Met stream of consciousness bootst de schrijver het menselijk denken na door weergave van een ononderbroken stroom van ideeën, gevoelens, observaties en herinneringen. Het zijn de mijmeringen van de personages. In tegenstelling tot verhalen met een conventionele plot kan het thema in stream of consciousness-verhalen ineens veranderen of het verhaal kan plots een andere richting uitgaan. Het volgt als het ware de grilligheid van de gedachten en gevoelens van de personages. De verteller richt zich slechts zelden rechtstreeks tot de lezer. In plaats daarvan onthult hij het karakter van zijn personages aan de lezer door weer te geven wat zich in hun hoofd afspeelt. Stream of consciousness-verhalen kunnen in de eerste of derde persoon geschreven zijn. Om de illusie van werkelijke gedachten te versterken, wordt niet elke gedachte afgewerkt of volledig uitgesproken. Vaak worden zinnen onderbroken, of 'springt' het personage op een totaal andere gedachte. Ook het weglaten van interpunctie en het fragmenteren van de tekst zijn kunstgrepen die de schrijver daartoe bewust toepast.

## Bekende voorbeelden
- Leutnant Gustl (1901) van Arthur Schnitzler
- A Portrait of the Artist as a Young Man (1914/1916) van James Joyce
- Ulysses (1922) van James Joyce
- The Sound and the Fury (1929) van William Faulkner
- Berlin Alexanderplatz (1929) van Alfred Döblin
- A Farewell to arms (1929) van Ernest Hemingway
- The Waves (1931) van Virginia Woolf
- The Snows of Kilimanjaro (1936) van Ernest Hemingway
- Atonement (2001) van Ian McEwan
- Het Leven in Stukken (1971) van Oguz Atay

Bekende voorbeelden in de Nederlandstalige literatuur:
- Eva (1927) van Carry van Bruggen
- Meneer Visser's hellevaart (1936) van Simon Vestdijk
- De Verwondering (1962) van Hugo Claus
- Het boek alfa (1963) van Ivo Michiels.
- Bij In de zwemschool (1891) en Jeugd (1892) van Lodewijk van Deyssel vindt men al sporen van deze techniek.